# Акбашева
Акба́шева — деревня в Аргаяшском районе Челябинской области. Административный центр Акбашевского сельского поселения. Согласно переписи 2020 года население составляло 1350 человек.

## География
Через деревню протекает река Медиак. Расстояние до районного центра, села Аргаяш, 25 км.

## Население
| 2002 | 2010  |
| ---- | ----- |
| 1227 | ↗1273 |

По данным Всероссийской переписи, в 2010 году численность населения деревни составляла 1273 человека (613 мужчин и 660 женщин).
Национальный состав: 
Башкиры - 86% (2002 год)

## Улицы
Уличная сеть деревни состоит из 27 улиц и 1 переулка.

## Религия
В деревне есть мечеть.